# Méthode de Bessel
Pour les articles homonymes, voir Bessel.
La méthode de Bessel est une méthode focométrique de détermination expérimentale de la focale d'une lentille mince convergente. Elle porte le nom de Friedrich Wilhelm Bessel, qui l'a publiée en 1840.

## Principe
On considère une lentille mince convergente de focale f', de centre O, de foyers image F' et objet F.
Soient D, la distance entre l'objet A (sur l'axe optique) et l'écran (où l'on visualise l'image A'), et d, la distance entre les deux positions de la lentille qui assurent la conjugaison de A et A',
(c’est-à-dire la netteté de l'image sur l'écran). On peut déduire la valeur de la focale f' par la formule :

Schéma animé sur la méthode de Bessel

{\displaystyle f'={\frac {D^{2}-d^{2}}{4.D}}}

## Explication

### Formules de conjugaison
Les formules de conjugaison de Descartes donnent une relation entre les positions sur l'axe optique d'un objet A et de son image A' par rapport au centre optique O. Elles sont exprimées avec des distances algébriques.
Soit A un point de l'axe optique et A' son image par la lentille :
{\displaystyle {\frac {1}{\overline {OA'}}}-{\frac {1}{\overline {OA}}}={\frac {1}{\overline {OF'}}}={\frac {1}{f'}}}
On souhaite que A' soit réel (c’est-à-dire projetable sur un écran) :
{\displaystyle {\overline {OA'}}>0}.
Il faut pour cela que A soit placé sur l'axe optique
à une distance {\displaystyle {\overline {OA}}<-f'}.

### Formation d'une image réelle à partir d'un objet réel
On fixe {\displaystyle D={\overline {AA'}}}, la distance entre l'objet (A) et l'écran (A')
et on pose {\displaystyle x={\overline {OA}}} et {\displaystyle y={\overline {OA'}}}, donc 
{\displaystyle D={\overline {AA'}}={\overline {OA'}}-{\overline {OA}}\Rightarrow y=D+x}.
Les relations de conjugaison se réécrivent :
{\displaystyle {\frac {1}{y}}={\frac {1}{f'}}+{\frac {1}{x}}\Leftrightarrow y={\frac {f'x}{f'+x}}}.
La combinaison des deux précédentes équations donne bien une équation du second degré en x :
{\displaystyle x^{2}+D.x+f'.D=0}
Cette équation n'a de solution réelle que si 
{\displaystyle \Delta =D^{2}-4.f^{'}.D=D.\left(D-4.f'\right)\geq 0}
Aussi, il faut que 
{\displaystyle D\geq D_{min}=4.f'}

### Positions respectives de l'image et de l'objet
Si {\displaystyle D>D_{min}}, alors {\displaystyle \Delta >0} : il y a deux solutions réelles
(il existe alors deux positions de la lentille qui 
permettent de conjuguer A et A').
Les solutions sont :
{\displaystyle x_{\pm }={\frac {-D\pm {\sqrt {D^{2}-4.f^{'}.D}}}{2}}}
Ainsi, l'écart entre les deux positions possibles de la lentille est de {\displaystyle \left|x_{+}-x_{-}\right|={\sqrt {D^{2}-4.f^{'}.D}}}
Cette distance est aussi la distance entre les deux positions de la lentille qui assurent la conjugaison de A et A' :
{\displaystyle d=\left|x_{+}-x_{-}\right|={\sqrt {D^{2}-4.f^{'}.D}}}
En élevant au carré, on trouve la formule :
{\displaystyle f'={\frac {D^{2}-d^{2}}{4.D}}}

### Remarque
La méthode de Silbermann apparaît comme un cas particulier de la méthode de Bessel, dans lequel la position de la lentille est unique (soit d=0 et D=4f').

### Sources et références
1. ↑  (de) Friedrich Wilhelm Bessel, « Über ein Mittel zur Bestimmung der Brennweite des Objectivglases eines Fernrohrs », Astronomische Nachrichten, vol. 17,‎ 1840, p. 289 (lire en ligne)